# Дубинин, Иван Константинович
Иван Константи́нович Дуби́нин (1888—1920) — русский рабочий, большевик, революционер, политический деятель.

## Биография
Иван Дубинин родился в 1888 году в селе Казарь Казанской губернии. Его отец был столяром, Иван с детства помогал ему в работе. После смерти отца Иван Дубинин уехал из дома. Работал грузчиком на приволжской пристани. В 1910 году переехал в Москву, работал столяром на фабрике Котова (ныне «Красный суконщик»).
В 1910—1912 годах принимал участие в забастовках на фабрике.
В 1917 году после Февральской революции стал председателем фабзавкома фабрики Котова. Дубинин стал членом большевистской фракции Моссовета и депутатом Замоскворецкого райсовета. Во время Октябрьского вооружённого восстания был разведчиком районного Военно-революционного комитета. После установления советской власти стал членом Исполкома Моссовета и районного совета. С июля 1919 года занимал должность председателя Замоскворецкого райкома партии. Дубинин был членом Московского комитета РКП(б) и депутатом Моссовета. Умер в Москве в 24 января 1920 года от воспаления лёгких и сыпного тифа.

## Память
В 1922 году в его честь была названа Дубининская улица (бывшие Даниловская и Коломенская-Ямская улицы). На этой улице Иван Дубинин жил и работал.